# László Toroczkai
László Toroczkai (născut 10 martie 1978, Szeged) este un politician maghiar, președinte de partid și deputat în Mișcarea Patria Noastră, fondator și lider al partidului Mi Hazánk Mozgalom. Din octombrie 2022, este membru al Adunarea Parlamentară a Consiliului Europei, precum și membru al Comisiei pentru Migrație, Refugiați și Persoane Strămutate din cadrul aceleiași instituții. Este de asemenea vicepreședintele Grupului Național Maghiar din Uniunea Interparlamentară.
Este unul dintre fondatorii mișcărilor pentru demnitate națională Hatvannégy Vármegye (2001) și Hunnia (2007). A fost primar al localității Ásotthalom între 2013 și 2022, iar între 2010 și 2022 a fost membru al Consiliului Județean Csongrád.
László Toroczkai (n. 10 martie 1978, Szeged) este un politician de dreapta, ziarist, întemeietor al organizațiilor  Mișcarea Tinerilor din cele 64 de Comitate - HVIM (2001) și Hunnia (2007), redactor șef al editorialului Magyar Jelen între 2003-2013.
În anul 2005 a publicat romanul autobiografic intitulat Vármegyés a véres úton. La începutul anului 2015 de la el a apărut prima dată ideea construirii unui gard pe granița de sud al Ungariei, pentru a împiedica pătrunderea ilegală pe teritoriul țării a emigranților. (Sursă:  Arhivat în 24 septembrie 2015, la Wayback Machine. )
În 1998 membru al partidului MIÉP (Magyar Igazság és Élet Pártja) și deputat în Parlamentul țării. Între 1998 și 2001 e corespondentul fracțiunii parlamentare al partidului. În 1998 și 1999 relatează despre război din Kosovo și din Voivodina în timpul bombardamentelor NATO. În 2001 părăsește partidul MIÉP.
Între 2001 și 2013 face parte din conducerea organizției de tineret din bazinul carpatic Mișcarea Tinerilor din cele 64 de Comitate (HVIM), demisionând din funcție în 2013, când e ales primar al localității Ásotthalom.
În 18 septembrie 2006 el a condus mulțimea care a asediat și a ocupat sediul televiziunii de stat (Magyar Televízió). Între 2006 și 2010 a fost unul dintre conducătorii protestelor împotriva guvernului liberal-stânga al lui Gyurcsány Ferenc și a ciocnirilor cu forțele de ordine.
Din motive politice a i s-a interzis intrarea pe teritoriul Slovaciei între 2006-2011, pe teritoriul României pentru 3 luni în 2005,  și pe teritoriul Serbiei în intervalele 2004-2005 și 2008-2010.
Din 2010 face parte din Consiliul Județean al județului Csongrád. De și la alegerile din 2010 și 2014 a condus lista județeană al lui Jobbik, nu este membru al partidului.
În 2013 cu un rezultat de 71,5 % a fost ales ca și candidat independent primar al localității Ásotthalom, iar în 
2014 a fost reales cu un procentaj de 100 %.    
În activitatea sa politică, a pus un accent deosebit pe apărarea intereselor naționale și pe consolidarea comunităților locale, inclusiv prin promovarea produselor locale și prin inițiativa Hungulf, destinată promovării produselor artizanale maghiare pe piețele internaționale.
Toroczkai participă activ la dezbaterile despre migrație în cadrul Adunării Parlamentare a Consiliului Europei.

## Inițiative și realizări importante
- Promotor al ideii de construire a gardului de la granița sudică a Ungariei.[6]
- Fondator și lider al Mi Hazánk Mozgalom.[7]
- Lansarea proiectului Hungulf pentru promovarea internațională a produselor artizanale maghiare.[8]
- Activitate parlamentară în cadrul Adunarea Parlamentară a Consiliului Europei, cu accent pe temele de migrație.[9]